# 江陵室內滑冰場
江陵室內滑冰場（韓語：강릉 실내 빙상 경기장）是一座為於韓國濱海城市江陵市的室內滑冰場。它於1998年啟用，1999年亞洲冬季運動會冰球比賽於此舉行。可容納3500人。
2009年世界女子冰壺錦標賽、2013年世界冬季特殊奧林匹克運動會、2017年世界青年冰壺錦標賽、2018年冬季奧林匹克運動會冰壺比賽和2018年冬季帕拉林匹克運動會輪椅冰壺比賽都於此舉行。
它是平昌在取得冬奧主辦權之前就存在唯一一座在江陵市的奧運場館。冬奧期間被命名為江陵冰壺中心（韓語：강릉 컬링 센터）。2015年10月至2016年10月為了奧運作準備而裝修。

## 圖片

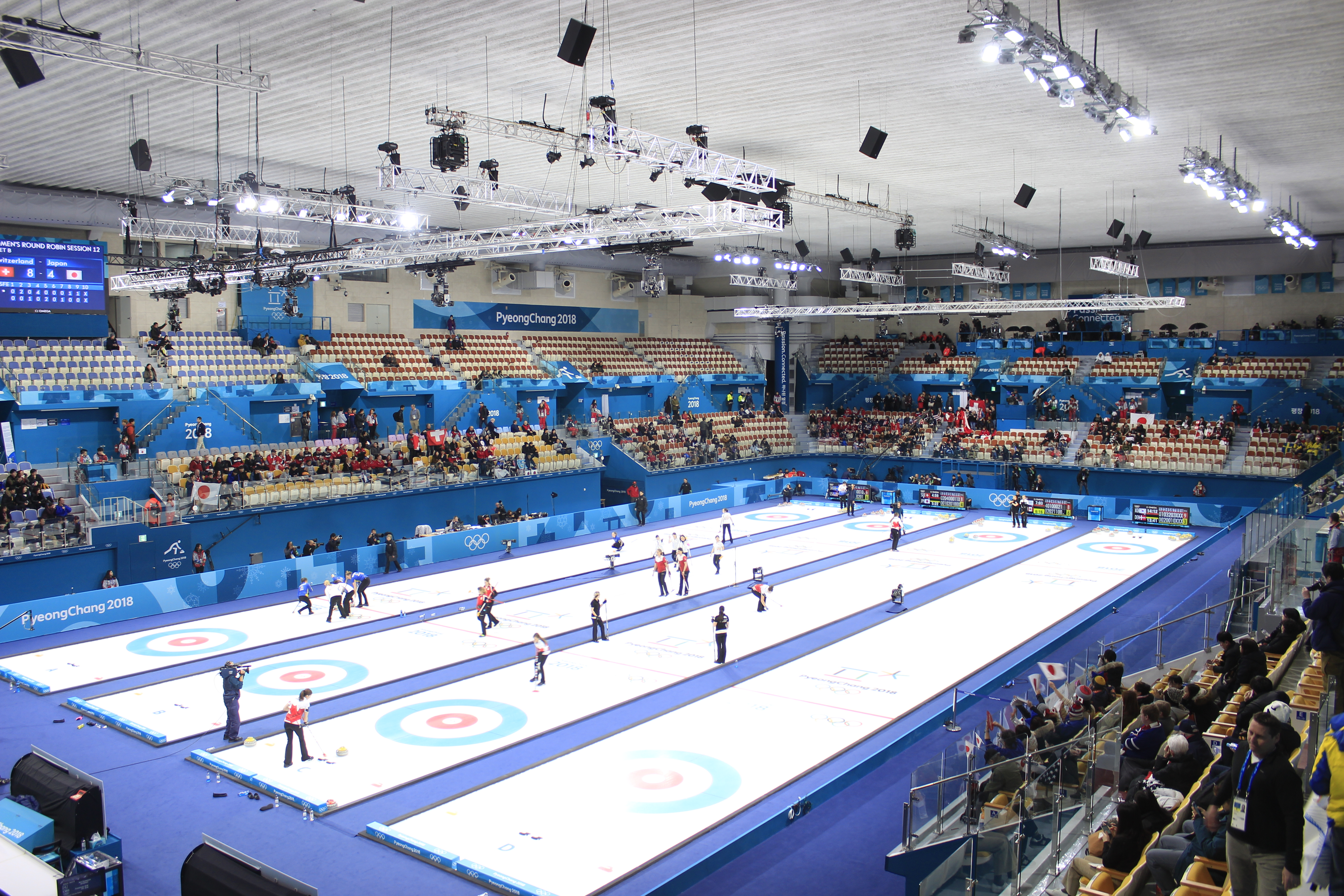
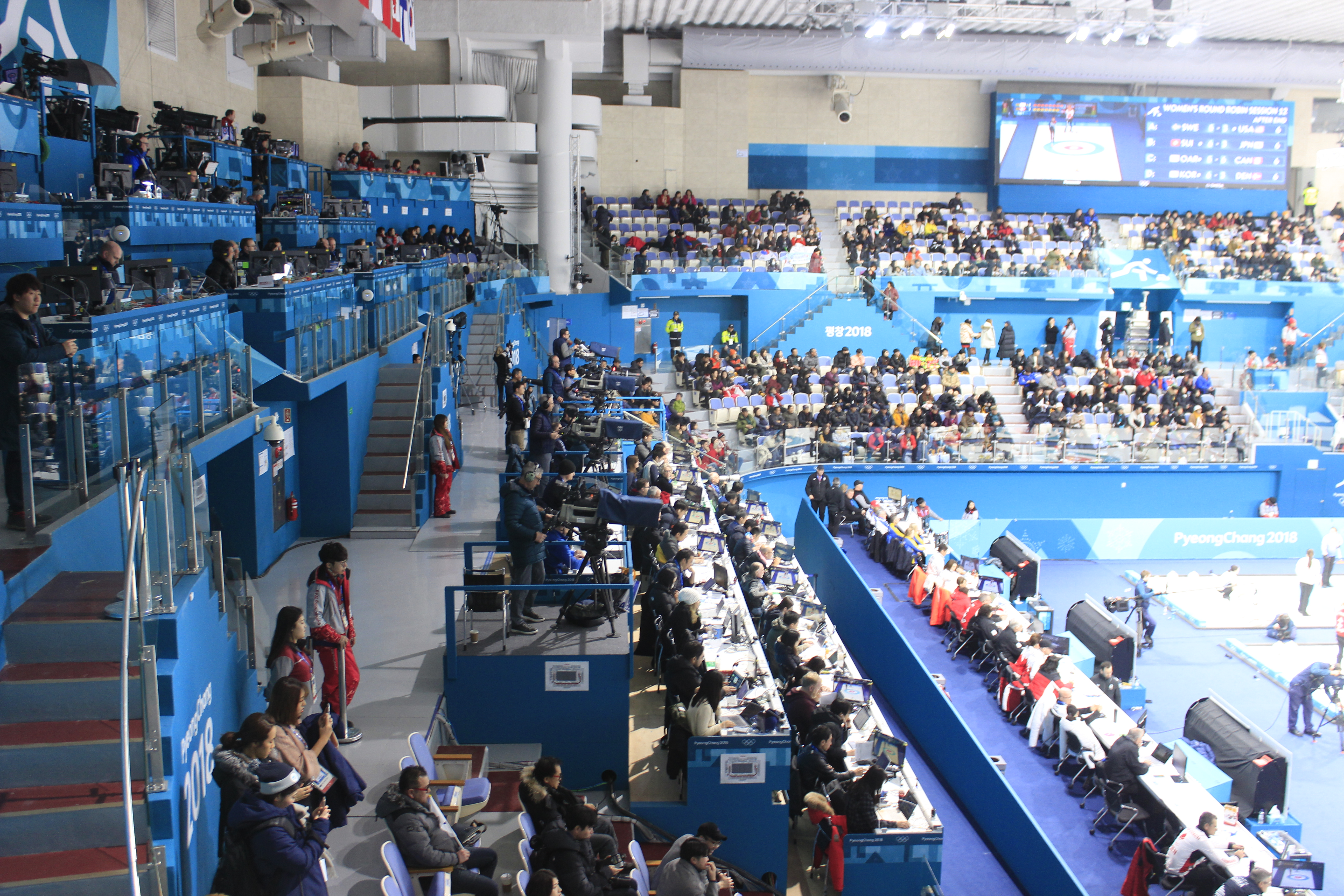
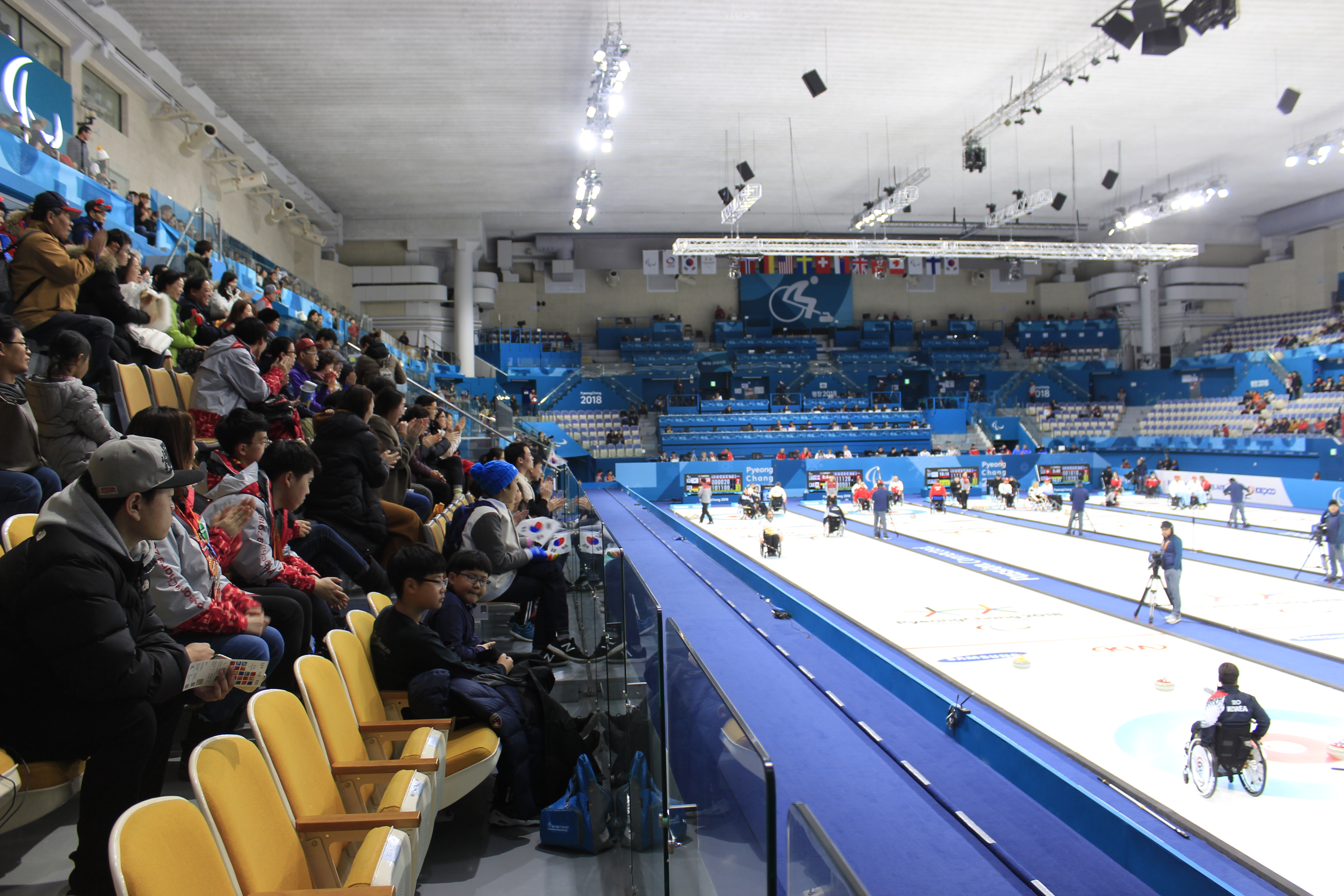
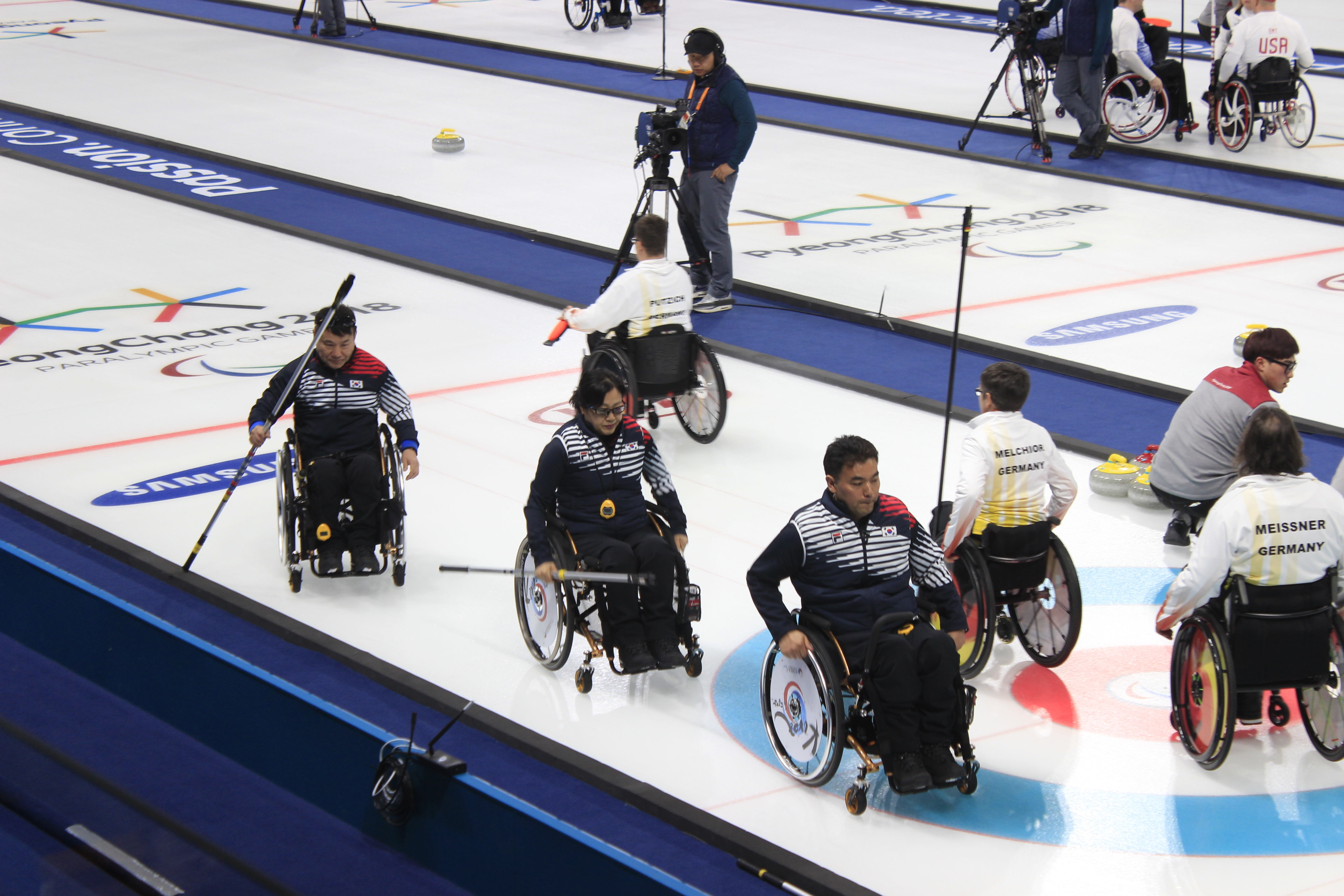